# Цинг, Адриан
Адриан Цинг (нем. Adrian Zingg; 15 апреля 1734, Санкт-Галлен — 26 мая 1816, Лейпциг) — швейцарский живописец, рисовальщик и гравёр в технике офорта, педагог, бо́льшую часть своей творческой жизни связанный с Академией живописи, скульптуры, гравюры и архитектуры в Дрездене. Профессор. Один из создателей дрезденской школы пейзажной живописи.

## Биография
Первые уроки рисунка и живописи Адриан получил у отца Бартоломеуса Цинга, мастера гравировки по металлу, затем поступил в ученики к гравёру Иоганну Рудольфу Хольцхальбу в Цюрихе. В 1757 году он работал в Берне у И. Л. Аберли, мастера живописных ведут, который, среди прочего, заказал ему гравюры с видами Швейцарии. Вместе с медальером Иоганном Каспаром Мёрикофером из Берна они в 1759 году отправились в Париж, где Цинг проработал семь лет, в том числе у гравёра Иоганна Георга Вилле.
Вместе со своим швейцарским другом и коллегой, портретистом Антон Граффом, Адриан Цинг совершил много пеших путешествий по Саксонии и Богемии. В 1764 году Кристиан Людвиг фон Хагедорн назначил Цинга гравёром в недавно созданной в Дрездене Академии живописи, скульптуры, гравюры и архитектуры. С 1766 года Цинг преподавал в академии в классе гравюры.
Он активно общался с профессором Дрезденской академии Христианом Вильгельмом Эрнстом Дитрихом, названным «Рафаэлем пейзажа», считал его своим наставником, оказавшим на А. Цинга большое влияние. В 1774 году, после смерти Дитриха, Цинг опубликовал полное издание его гравюр объёмом 87 листов.
В 1769 году он также стал членом Венской академии изобразительных искусств, а в 1787 году — членом Прусской Академии наук в Берлине. В 1803 году Цинг был назначен профессором гравюры на меди в Дрезденской академии, а также имел звание гравёра курфюрста Саксонии. Среди самых известных учеников Цингга были Карл Август Рихтер и его сын Людвиг Рихтер, а также Генрих Теодор Веле и Кристоф Нате.

## Значение творчества
В своё время Адриан Цинг был популярным пейзажистом Швейцарии. Его любимыми объектами были скалы Эльбских Песчаниковых гор вокруг нижнего течения Эльбы, Тюрингского леса, Богемии и Саксонской Швейцарии, по которой он путешествовал в 1780-х и 1790-х годах вместе со своим другом Антоном Граффом. Обоим они напоминали ландшафт своей родины, швейцарского Юрского региона, где можно встретить похожие пейзажи. Цинг и Графф считаются создателями названия «Саксонская Швейцария».
Адриан Цинг стал особенно известен пейзажами в технике сепии. Он стремился к максимально точному воспроизведению природного мотива. И хотя Цинг пользовался большим уважением среди современников, после смерти его рисунки и гравюры часто считались второсортными с художественной точки зрения. Лишь сравнительно недавно они снова стали интересны не только как документы местной истории, но и в качестве художественных произведений. В наше время Адриан Цинг считается одним из основоположников и вдохновителей дрезденского романтизма. Благодаря выбору мотивов и романтически преображённому взгляду на реальные пейзажи он оказал влияние на художников, выходивших далеко за рамки круга его учеников, таких, к примеру, как Каспар Давид Фридрих.

## Галерея

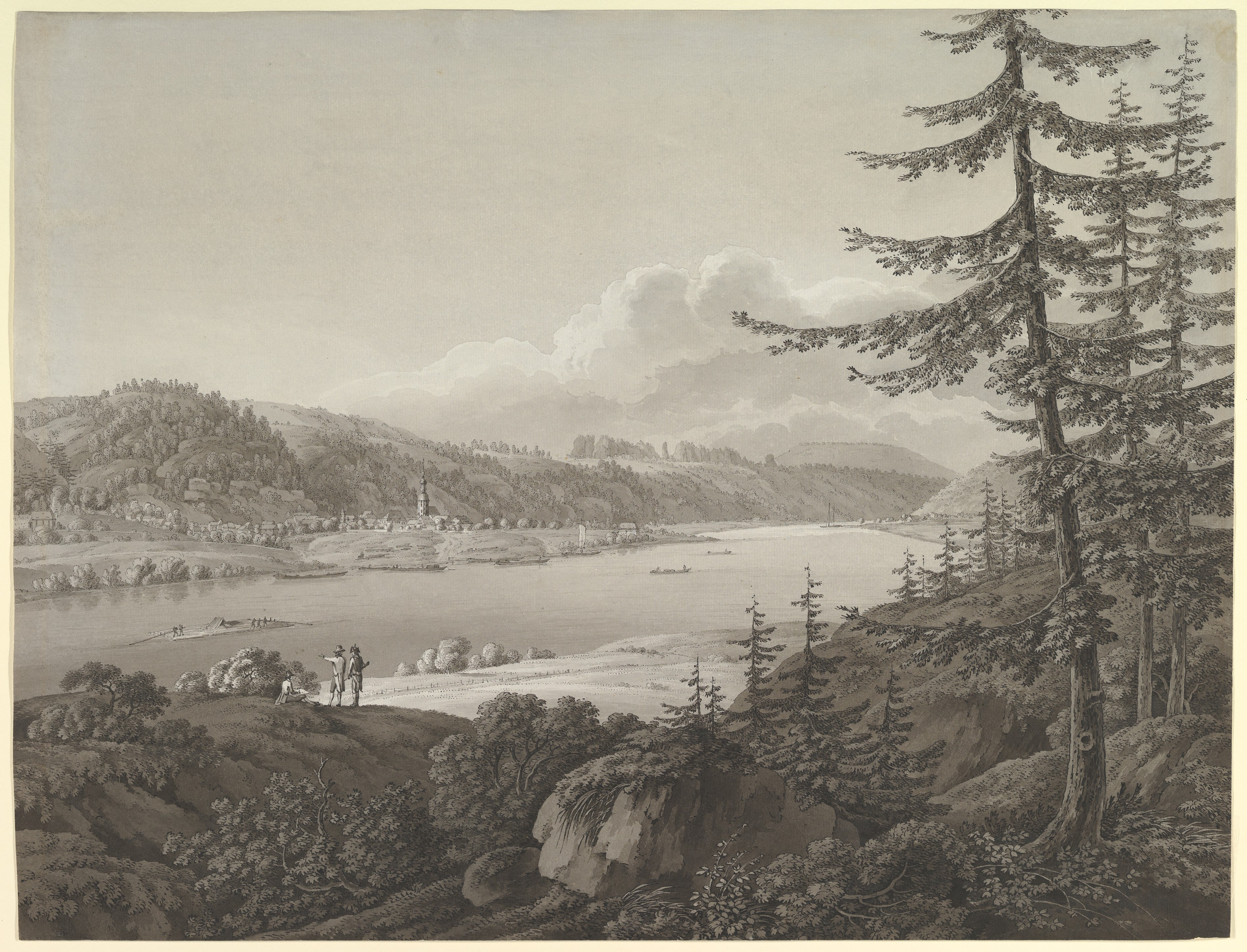
Вид на озеро Шандау на реке Эльбе с Винтербергом. Бумага, перо, кисть, тушь, чёрная акварель. Метрополитен-музей, Нью-Йорк
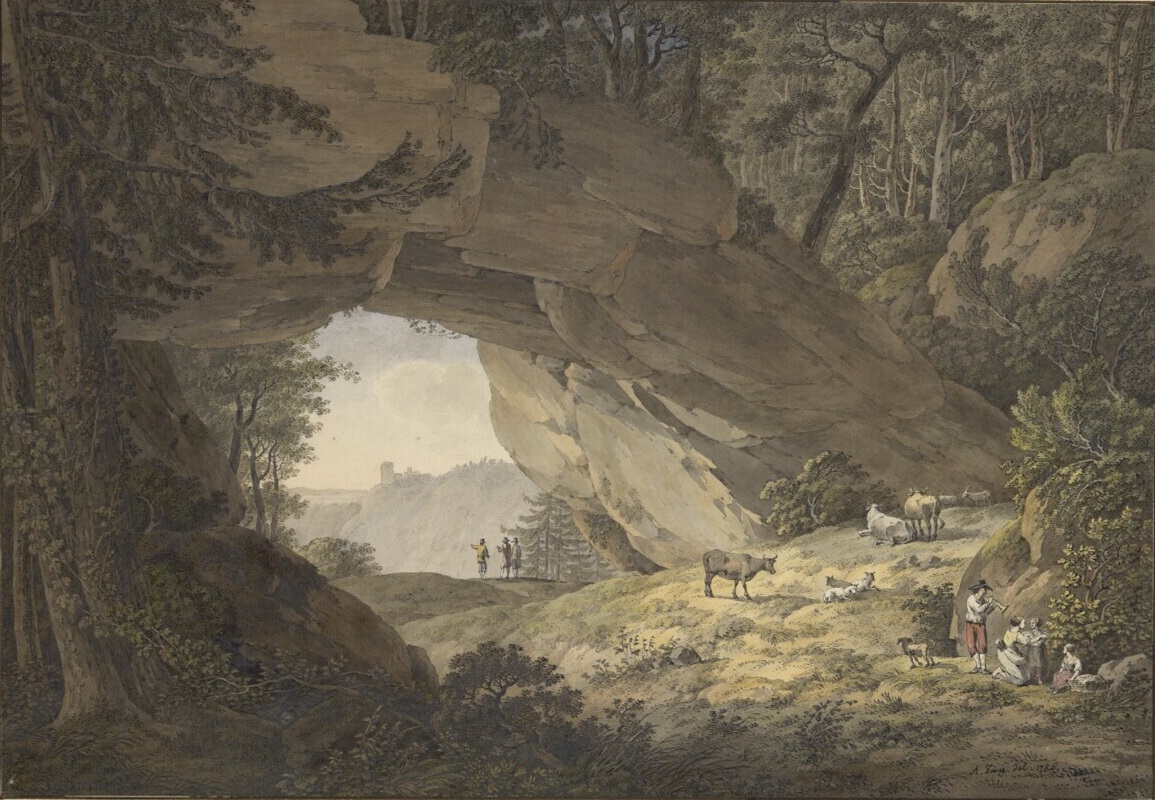
Коровий выгон в Саксонской Швейцарии. 1786. Бумага, перо, кисть, тушь, акварель. Галерея Альбертина, Вена
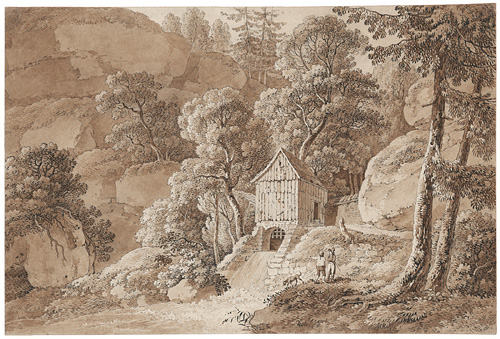
Каменистая долина с деревьями, кустами и деревянным сараем через небольшой мост недалеко от Хоэнштайна в Саксонской Швейцарии. До 1800. Бумага, кисть, перо, сепия. Галерея Йозефа Фаха, Гамбург
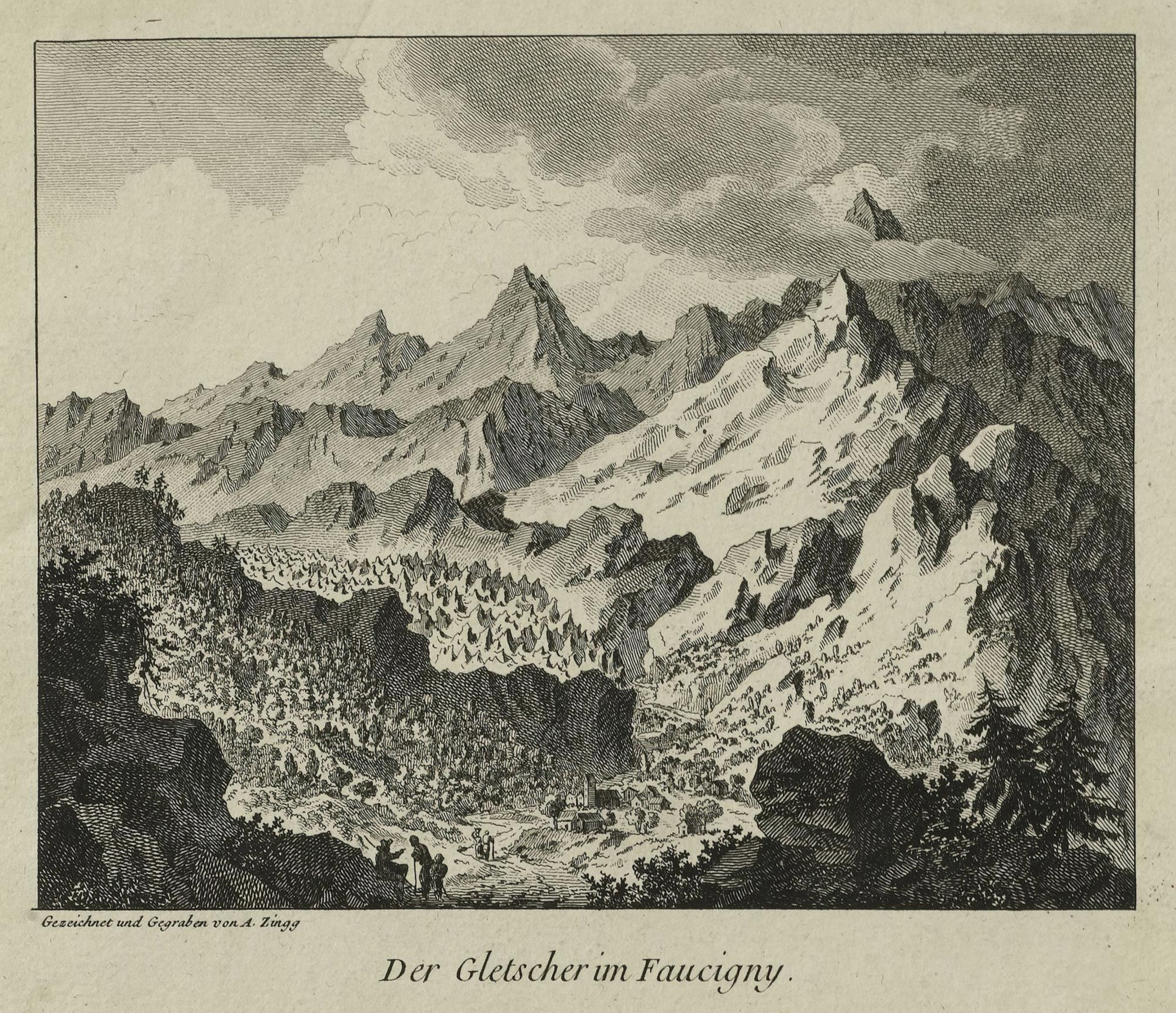
Ледник в Фосиньи. Офорт
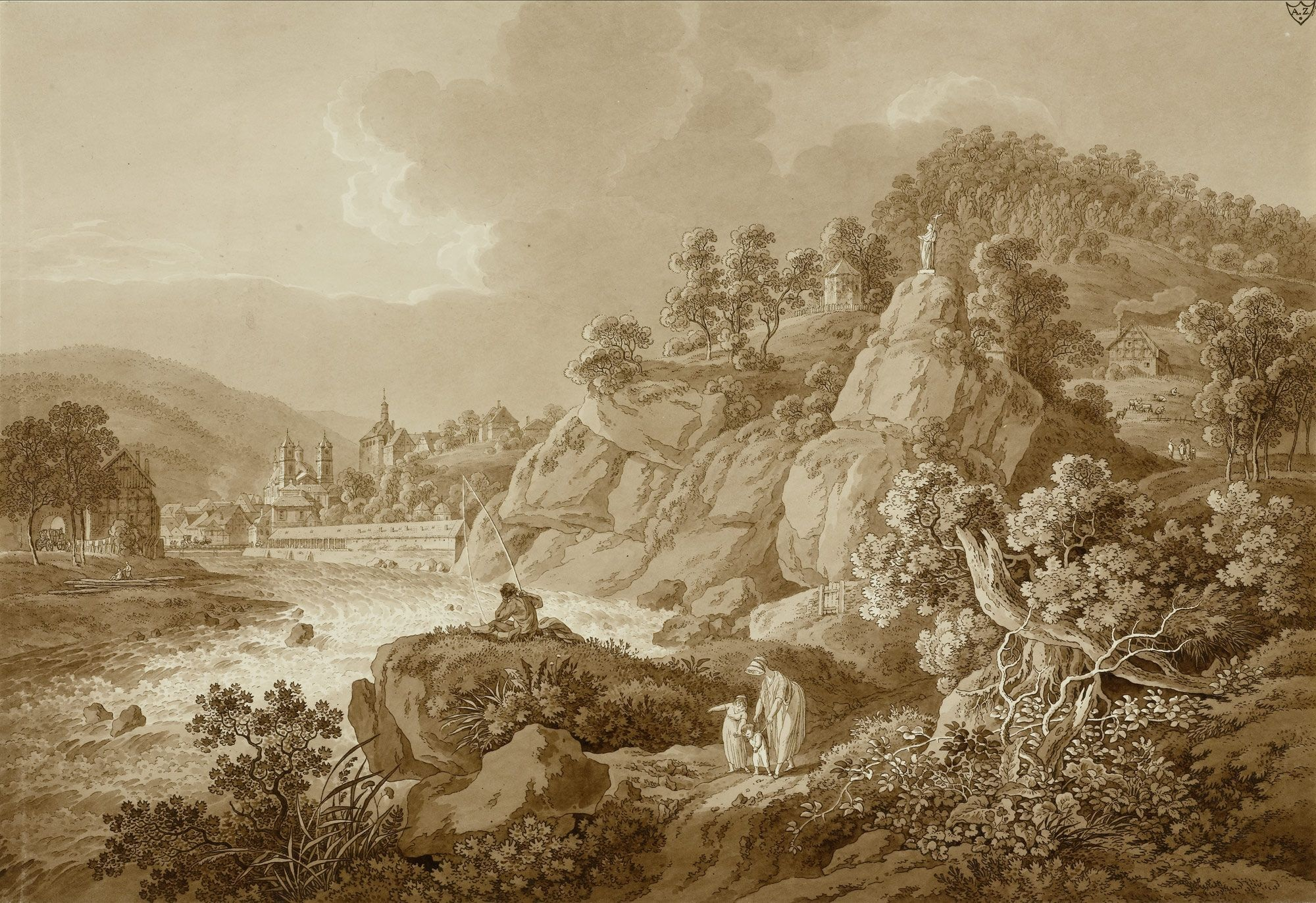
Вид на Карлсбад. Серая бумага, перо, кисть, сепия, белила. Частное собрание
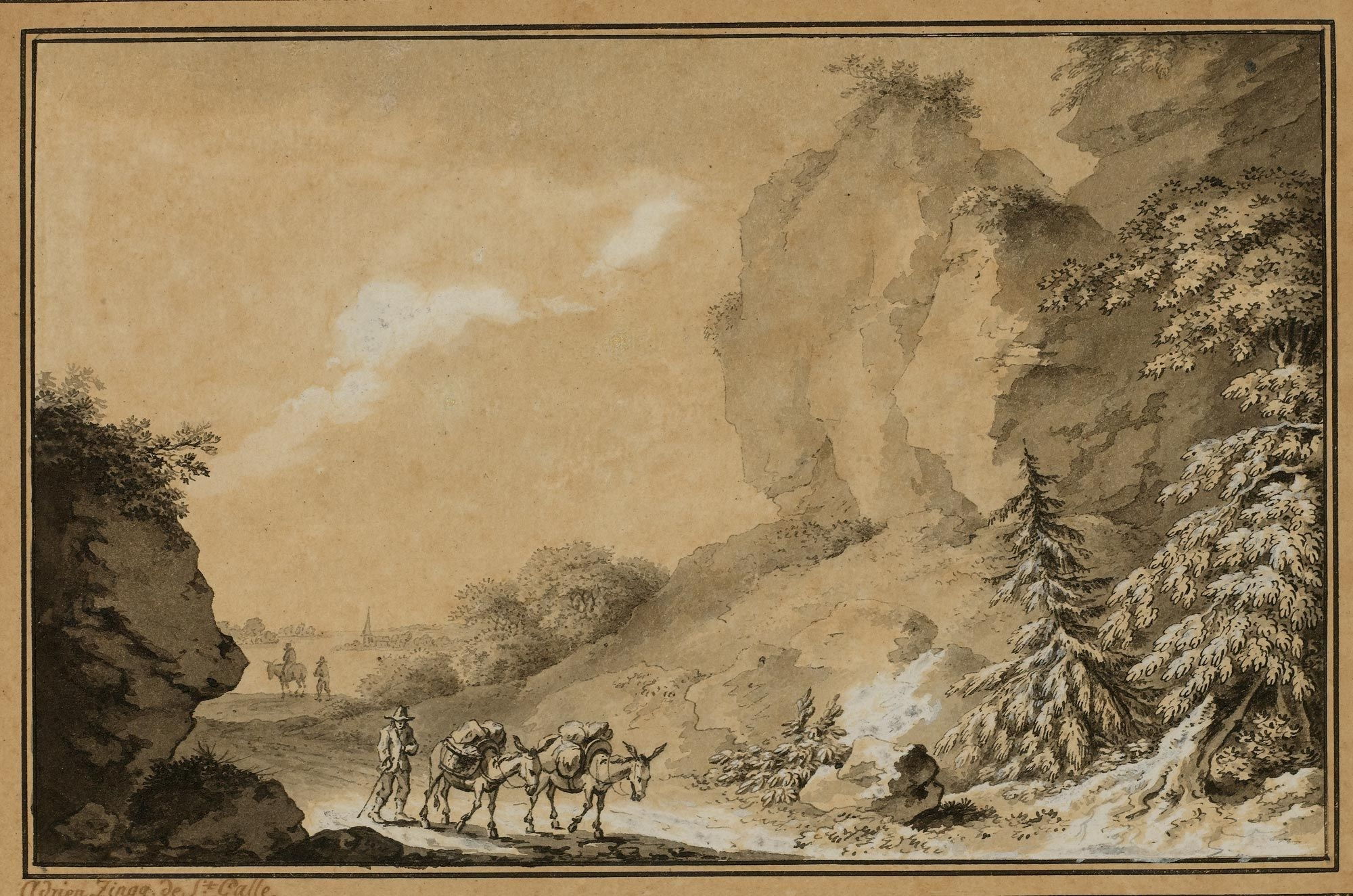
Швейцарское пейзажное впечатление. Коричневая бумага, сепия, перо, тушь, белила. Частное собрание
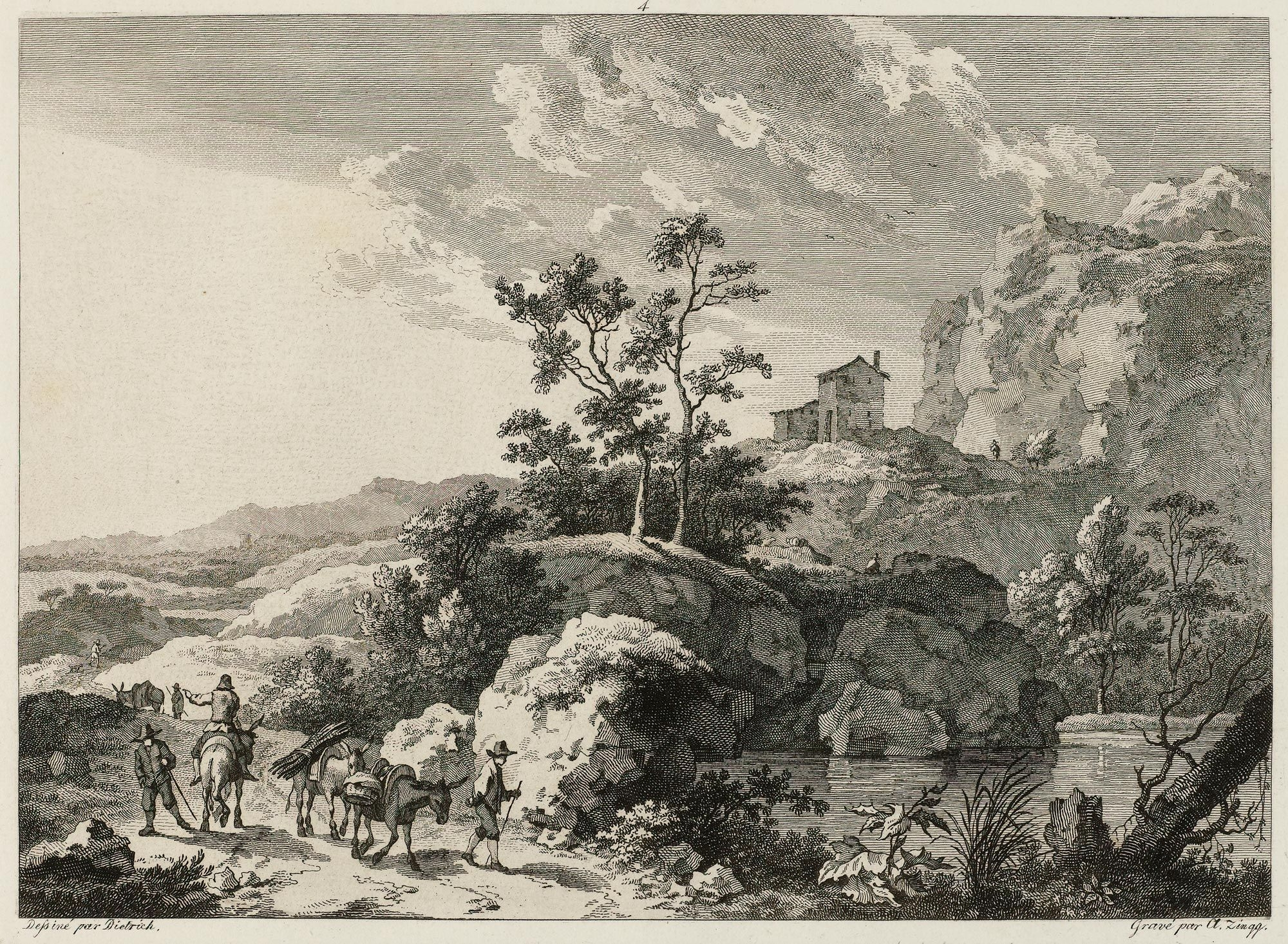
Итальянский пейзаж. По картине Х. В. Э. Дитриха. Офорт